# Écurie Belge
Ne pas confondre avec l'Écurie Belgique, une autre équipe de Formule 1.
L'Écurie Belge est créée en 1948 par le pilote belge Johnny Claes, à l'occasion de ses débuts en compétition automobile. 

## Histoire
Conquis par le monde des Grands Prix lors d'une rencontre avec Leslie Brooke et George Abecassis en septembre 1947, Claes décide d'acheter l'année suivante une Talbot-Lago de Formule 1. Il s'adjoint les services des mécaniciens Bianchi (père et fils), et engage cette voiture jaune flambant neuve en Grand Prix au sein de l'Écurie Belge.
En janvier 1955, diminué par des ennuis de santé et ne courant plus qu'épisodiquement, Claes fusionne son écurie avec l'Écurie Francorchamps, donnant naissance à l'Écurie nationale belge ou ENB.

## Résultats en championnat du monde de Formule 1

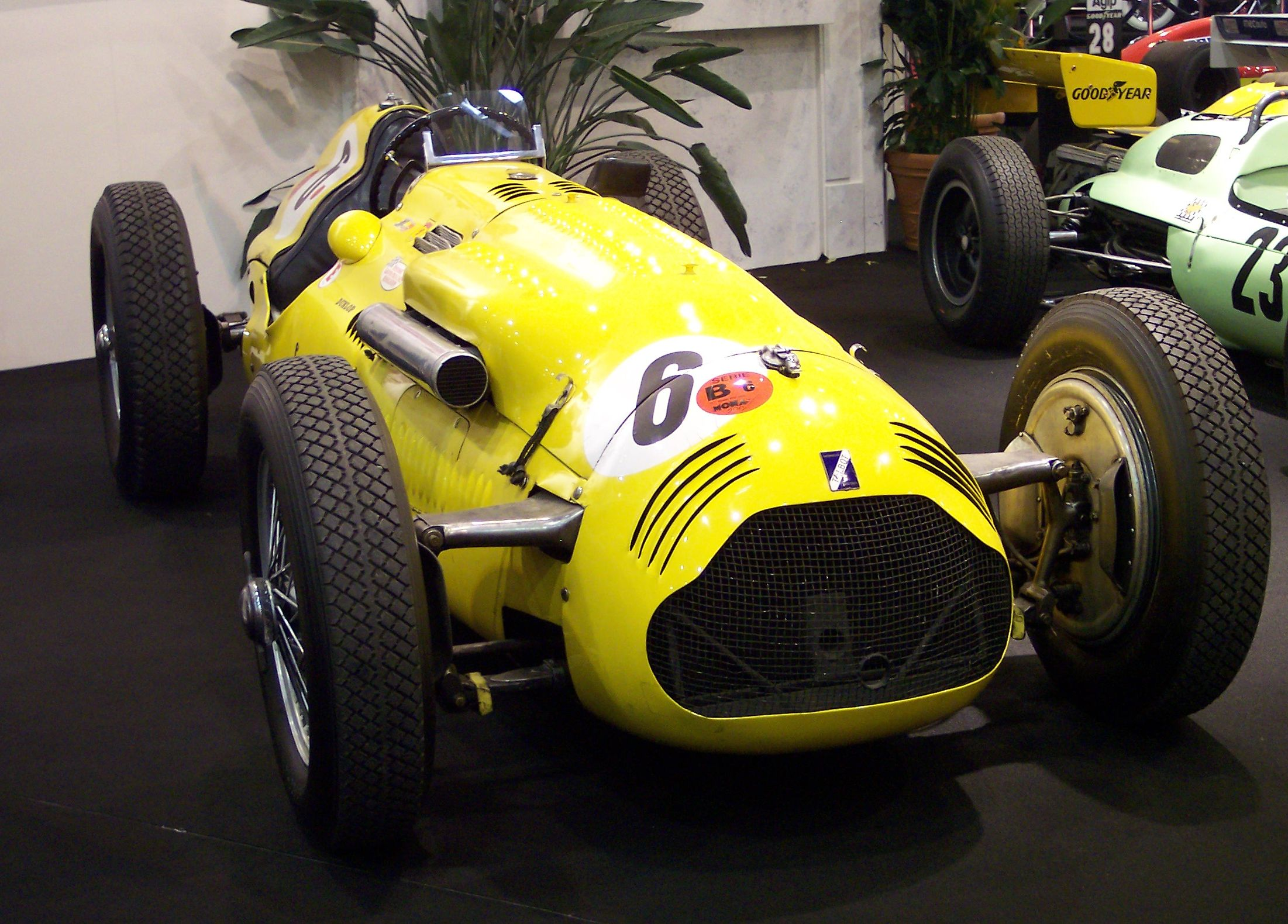
La Talbot-Lago T26C de l'Écurie Belge.

| Saison | Écurie       | Châssis                              | Moteur         | Pneus     | Pilotes                    | Grands Prix disputés | Points inscrits | Classement |
| ------ | ------------ | ------------------------------------ | -------------- | --------- | -------------------------- | -------------------- | --------------- | ---------- |
| 1950   | Écurie Belge | Talbot-Lago T26C                     | Talbot L6      | Dunlop    | Johnny Claes               | 6                    | -               | -          |
| 1951   | Écurie Belge | Talbot-Lago T26C Talbot-Lago T26C-DA | Talbot L6      | Dunlop    | Johnny Claes               | 7                    | -               | -          |
| 1952   | Écurie Belge | Simca-Gordini T15                    | Gordini L4     | Englebert | Johnny Claes Paul Frère    | 3                    | -               | -          |
| 1953   | Écurie Belge | Connaught A                          | Lea Francis L4 | Englebert | Johnny Claes André Pilette | 5                    | -               | -          |

| Saison | Écurie       | Châssis                              | Moteur         | Pneumatiques | Pilotes       | Courses | Courses | Courses | Courses | Courses | Courses | Courses | Courses | Courses | Points inscrits | Classement |
| Saison | Écurie       | Châssis                              | Moteur         | Pneumatiques | Pilotes       | 1       | 2       | 3       | 4       | 5       | 6       | 7       | 8       | 9       | Points inscrits | Classement |
| ------ | ------------ | ------------------------------------ | -------------- | ------------ | ------------- | ------- | ------- | ------- | ------- | ------- | ------- | ------- | ------- | ------- | --------------- | ---------- |
| 1950   | Écurie Belge | Talbot-Lago T26C                     | Talbot L6      | Dunlop       |               | GBR     | MON     | 500     | SUI     | BEL     | FRA     | ITA     |         |         | -               | -          |
| 1950   | Écurie Belge | Talbot-Lago T26C                     | Talbot L6      | Dunlop       | Johnny Claes  | 11e     | 7e      |         | 10e     | 8e      | Abd     | Abd     |         |         | -               | -          |
| 1951   | Écurie Belge | Talbot-Lago T26C Talbot-Lago T26C-DA | Talbot L6      | Dunlop       |               | SUI     | 500     | BEL     | FRA     | GBR     | ALL     | ITA     | ESP     |         | -               | -          |
| 1951   | Écurie Belge | Talbot-Lago T26C Talbot-Lago T26C-DA | Talbot L6      | Dunlop       | Johnny Claes  | 13e     |         | 7e      | Abd     | 13e     | 11e     | Abd     | Abd     |         | -               | -          |
| 1952   | Écurie Belge | Simca-Gordini T15                    | Gordini L4     | Englebert    |               | SUI     | 500     | BEL     | FRA     | GBR     | ALL     | P-B     | ITA     |         | -               | -          |
| 1952   | Écurie Belge | Simca-Gordini T15                    | Gordini L4     | Englebert    | Johnny Claes  |         |         |         | Abd     | 14e     | Forf    |         |         |         | -               | -          |
| 1952   | Écurie Belge | Simca-Gordini T15                    | Gordini L4     | Englebert    | Paul Frère    |         |         |         |         |         | Abd     |         |         |         | -               | -          |
| 1953   | Écurie Belge | Connaught A                          | Lea Francis L4 | Englebert    |               | ARG     | 500     | P-B     | BEL     | FRA     | GBR     | ALL     | SUI     | ITA     | -               | -          |
| 1953   | Écurie Belge | Connaught A                          | Lea Francis L4 | Englebert    | Johnny Claes  |         |         | Nc      |         | 12e     |         | Abd     |         | Abd     | -               | -          |
| 1953   | Écurie Belge | Connaught A                          | Lea Francis L4 | Englebert    | André Pilette |         |         |         | 11e     |         |         |         |         |         | -               | -          |

Légende : ici 